# Breux-sur-Avre
Breux-sur-Avre ist eine französische Gemeinde mit 336 Einwohnern (Stand: 1. Januar 2022) im Département Eure in der Region Normandie (vor 2016 Haute-Normandie). Sie gehört zum Arrondissement Bernay (bis 2017 Arrondissement Évreux) und zum Kanton Verneuil d’Avre et d’Iton. Die Einwohner werden Brédiens genannt.

## Geographie
Breux-sur-Avre liegt etwa 32 Kilometer südsüdöstlich von Évreux an der Avre. Umgeben wird Breux-sur-Avre von den Nachbargemeinden Droisy im Norden und Nordosten, Acon im Osten, Bérou-la-Mulotière im Süden und Südwesten, Tillières-sur-Avre im Westen sowie L’Hosmes im Nordwesten.
Durch die Gemeinde führt die Route nationale 12.

## Bevölkerungsentwicklung

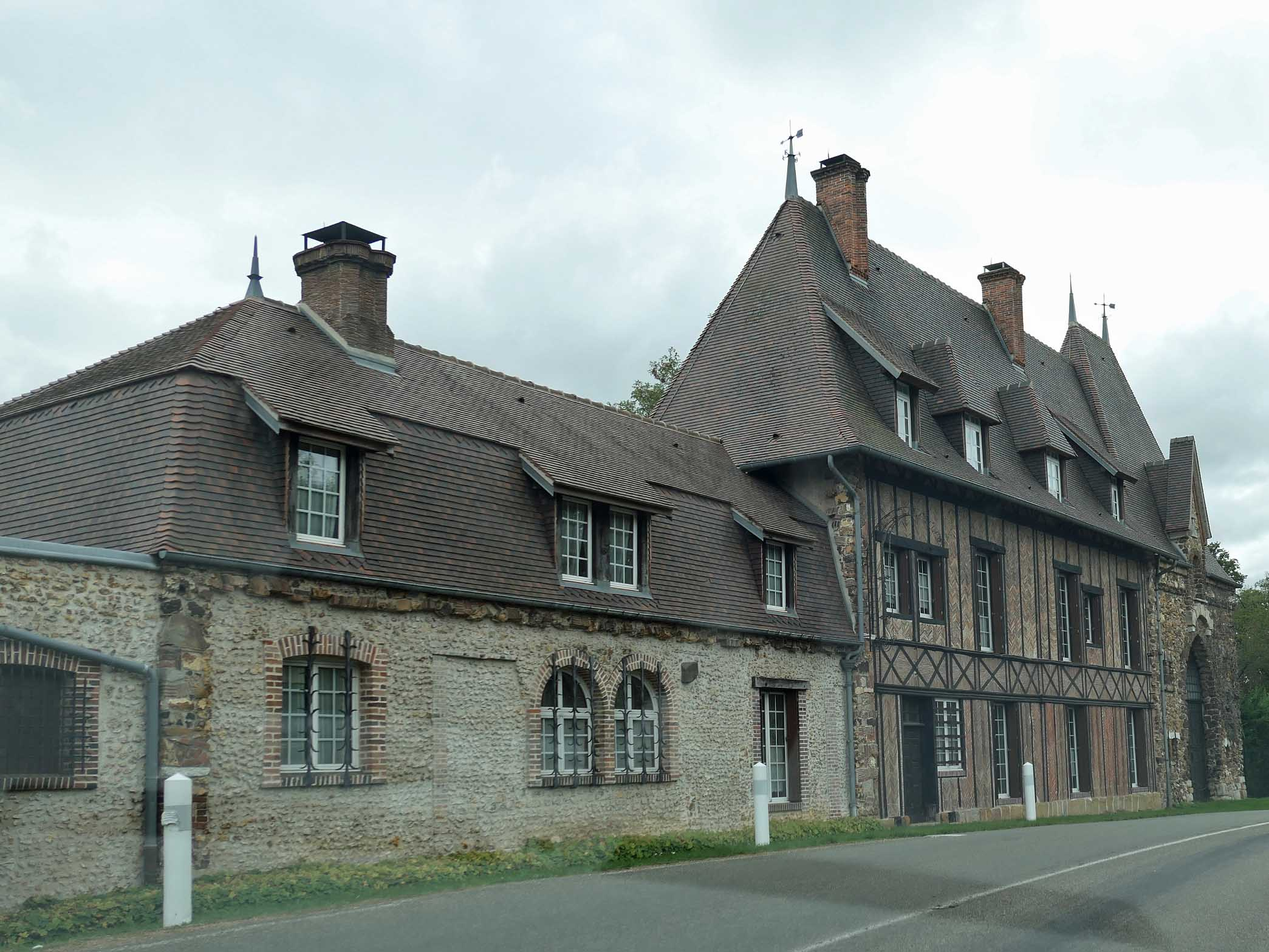
normannischer Bauiernhof in Breux-sur-Avre

| Jahr                       | 1962 | 1968 | 1975 | 1982 | 1990 | 1999 | 2009 | 2020 |
| Einwohner                  | 234  | 198  | 201  | 208  | 218  | 293  | 357  | 339  |
| Quellen: Cassini und INSEE |      |      |      |      |      |      |      |      |